# Louro
Louro ist eine Gemeinde im Norden Portugals.
Louro gehört zum Kreis Vila Nova de Famalicão im Distrikt Braga, besitzt eine Fläche von 5,0 km² und hat 2212 Einwohner (Stand 19. April 2021).